# ماريو ودونكي كونغ: مينيز أون ذا موف
ماريو ودونكي كونغ: مينيز أون ذا موف (بالإنجليزية: Mario and Donkey Kong: Minis on the Move)‏ هي لعبة فيديو ألغاز لـ نينتندو 3دي أس طورتها نينتندو سوفتوير تكنلوجي ونشرتها نينتندو، وهي اللعبة الخامسة في سلسلة ماريو ضد دونكي كونغ. تم إصدارها حصريًا عبر خدمة تنزيل نينتندو إي شوب في 9 مايو 2013 في منطقة بال وأمريكا الشمالية و 24 يوليو في اليابان.

## أسلوب اللعب

في الصورة، العناصر الأساسية للعبة، بما في ذلك الميني ونقاط البداية والنهاية وثلاث عملات يمكن جمعها.

في اللعبة الرئيسية، يجب على اللاعب وضع كتل على شبكة بهدف إنشاء مسار لميني - روبوت صغير للمشي يشبه ماريو أو شخصية أخرى من سلسلة ماريو - للانتقال من أنبوب الاعوجاج إلى هدف نجم، مع تجنب العقبات مثل حفر السنبلة وشاي غاي على طول الطريق. يمكن للاعب إكمال المهمة الإضافية المتمثلة في جمع ثلاث عملات معدنية ملونة على طول المسار الذي تم إنشاؤه، والذي قد يتطلب في حد ذاته مهامًا إضافية، مثل إغلاق ميني داخل حلقة الشكل ثمانية. يمكن للاعبين النقر على الميني، مما يمنحه سرعة فائقة. إذا سقط الميني عن المسار، أو تم حظره، أو بقي في الأنبوب بعد حوالي 30 ثانية، أو إذا ملأت الكثير من القطع الأنبوب، أو إذا وصل المؤقت إلى الصفر، فإن اللاعب يفشل في المستوى. إن جمع العملات المعدنية الثلاثة للمستوى يكسب اللاعب رمزًا مميزًا للنجم، والذي يفتح أوضاعًا ومستويات وألعابًا إضافية في اللعب أثناء تجميعها. هناك أكثر من 180 لغزًا على أربعة أوضاع للعب، بالإضافة إلى أربعة ألعاب صغيرة يمكن فتحها.
بالإضافة إلى ذلك، تتميز اللعبة بوضع إنشاء المستوى الذي يمكن للاعب من خلاله إنشاء مستويات مخصصة باستخدام أي وجميع القطع من اللعبة الرئيسية، بالإضافة إلى التحكم في تكرار القطع المتساقطة المتاحة. يمكن حفظ المستويات التي تم إنشاؤها ومشاركتها عبر StreetPass بمجرد أن يتمكن اللاعب من إكمال المستوى الذي تم إنشاؤه. يمكن أيضًا مشاركة هذه المستويات عبر شبكة Nintendo Network، حيث يمكن للمستخدمين تنزيل إبداعات المستخدمين الشائعة الأخرى.

## التطوير
مثل الأجزاء الأربعة السابقة في سلسلة ماريو ضد دونكي كونغ، تم تطوير مينيز أون ذا موف بواسطة نينتندو سوفتوير تكنلوجي.

## التقييم
| التقييم |        |
| --- | ------ |
| مجموع النقاط المجموع نقاط ميتاكريتيك 78/100 [ 10 ] نتائج المراجعة نشرة نقاط دستركتويد 9/10 [ 11 ] إدج 7/10 [ 12 ] إلكترونك غيمينغ مونثلي 8/10 [ 13 ] يورو غيمر 8/10 [ 14 ] غيم إنفورمر 6.5/10 [ 15 ] غيم ريفولوشن [ 16 ] غيم تريلرز 8/10 [ 17 ] غيم زون 7.5/10 [ 18 ] آي جي إن 7/10 [ 19 ] جويستيك [ 20 ] بوليغون 9/10 [ 21 ] ديجيتال سباي [ 22 ] مترو 8/10 [ 23 ] |        |
| مجموع النقاط |        |
| المجموع | نقاط   |
| ميتاكريتيك | 78/100 |
| نتائج المراجعة |        |
| نشرة | نقاط   |
| دستركتويد | 9/10   |
| إدج | 7/10   |
| إلكترونك غيمينغ مونثلي | 8/10   |
| يورو غيمر | 8/10   |
| غيم إنفورمر | 6.5/10 |
| غيم ريفولوشن | [ 16 ] |
| غيم تريلرز | 8/10   |
| غيم زون | 7.5/10 |
| آي جي إن | 7/10   |
| جويستيك | [ 20 ] |
| بوليغون | 9/10   |
| ديجيتال سباي | [ 22 ] |
| مترو | 8/10   |